# Комкуль
Комку́ль (Купколь, Ком-Куль) — пресноводное бессточное озеро в Кунашакском районе Челябинской области.
Расположено в центральной части Кунашакского района, в междуречье рек Синара и Теча.
Площадь озера — 5,16 км². Длина 3 км, максимальная ширина 1,7 км, урез воды на отметке 166 м. Максимальная обнаруженная глубина — 2 м при средней глубине 1,5 м.
Берега пологие, заболоченные в южной и западной части. На восточном берегу расположена деревня Бурино. В 2 км от западного берега проходит линия железной дороги Челябинск — Каменск-Уральский.
Прибрежная растительность представлена камышом и тростником, в которых устраивает гнездовья водоплавающая дичь.
В озере Комкуль обитают карась и ротан, был замечен рипус.